# Initiative populaire « Garantie du pouvoir d'achat et du plein emploi »
L'initiative populaire  « Garantie du pouvoir d'achat et du plein emploi », dite initiative « pour la monnaie franche » est une initiative populaire suisse, rejetée par le peuple et les cantons le 15 avril 1951.

## Contenu
L'initiative propose de modifier l'article 39 de la Constitution fédérale pour remplacer l'étalon-or par le coût de la vie pour fixer la parité du franc suisse.
Le texte complet de l'initiative peut être consulté sur le site de la Chancellerie fédérale.

## Déroulement

### Contexte historique
Les principes de monnaie franche développés dans la première moitié du XXe siècle par l'économiste Silvio Gesell, connaissent entre les deux guerres une transposition dans le monde physique avec la création, en 1934 de la banque WIR qui met en place une unité de compte pour les échanges appelée « avoir WIR » et indexée sur le franc suisse. Les partisans de cette théorie monétaire, regroupés au sein du Parti libéral-socialiste, présentent ensuite un projet de loi sur la monnaie en 1948 qui met en place un système de rappel à brève échéance des billets de banque accompagné d'une taxe pouvant aller jusqu'à 10 % de la valeur nominale. Malgré le refus du Parlement d'entrer en matière, le parti continue dans sa voie en lançant cette initiative qui désire remplacer l'or comme unité de parité monétaire par un kilogramme virtuel formé par l'ensemble des marchandises disponibles.

### Récolte des signatures et dépôt de l'initiative
La récolte des 50 000 signatures nécessaires a débuté le 13 février 1949. L'initiative a été déposée le 1er septembre de la même année à la chancellerie fédérale qui l'a déclarée valide le 26 septembre.

### Discussions et recommandations des autorités
Le parlement et le Conseil fédéral recommandent le rejet de cette initiative. Dans son rapport aux chambres fédérales, le gouvernement relève que les prix ne relève pas principalement du volume monétaire disponible et que, de toute manières, ce volume ne peut être déterminé par une banque nationale ; il juge ainsi impossible de stabiliser les prix en utilisant le principe de la monnaie franche. De plus, et contrairement à ce qu'affirme l'initiative, un niveau stable des prix ne pourrait garantir le plein emploi.
Cependant, le Conseil fédéral profite de cette initiative pour lui opposer, sous forme de contre-projet, une modification de deux alinéas et l'ajout d'un nouvel à l'article 39 de la Constitution. Cette modification ajoute aux tâches déjà attribuées à la banque nationale (de servir
en Suisse de régulateur du marché de l'argent et de faciliter les opérations de paiement) celle de pratiquer une politique de crédit et une politique monétaire servant les intérêts généraux du pays ; elle précise également que « Les billets de banque émis doivent être couverts par de l'or et des avoirs à court terme ».

### Votation
Soumise à la votation le 15 avril 1951, l'initiative est refusée par la totalité des 19 6/2 cantons et par 87,6 % des suffrages exprimés. Le tableau ci-dessous détaille les résultats par cantons :
Le contre-projet du gouvernement est, quant à lui, approuvé par la totalité de 19 6/2 cantons et 70,0 % des suffrages exprimés. Le tableau ci-dessous détaille les résultats par cantons pour ce contre-projet :

## Effet
Selon Jean-Daniel Delley cette initiative fait partie de la catégorie – peu remplie – des initiatives « qui ne rencontrent aucun écho et dont les effets sont inexistants ». Cependant, grâce à l'acceptation du contre-projet, le gouvernement fédéral a pu redéfinir le rôle de la Banque nationale en lui autorisant à mener une politique de crédit.